# 4838 Billmclaughlin
4838 Billmclaughlin (1989 NJ) là một tiểu hành tinh vành đai chính được phát hiện ngày 2 tháng 7 năm 1989 bởi E. F. Helin ở Palomar. Nó được đặt theo tên của nhà khoa học về hưu tại JPL tên là William I. McLaughlin.